# Johnny Nelson
Ivanson Ranny Nelson, MBE (* 4. Januar 1967 in Sheffield), besser bekannt unter dem Namen Johnny Nelson, ist ein ehemaliger britischer Profiboxer im Cruisergewicht. Er war Britischer Meister (BBBofC) und Europameister (EBU) sowie von März 1999 bis September 2006 Weltmeister der WBO. Zudem war er WM-Herausforderer der WBC und IBF sowie Titelträger der WBF und WBU.

## Karriere
Seine Karriere begann völlig unspektakulär. So gewann er nur 3 seiner 13 Amateurkämpfe und verlor 1986 auch seine ersten drei Profikämpfe in Folge. Anschließend konnte er sich jedoch sichtlich steigern. Mit 13 Siegen und 5 Niederlagen erhielt er im Mai 1989 eine Titelchance um die Britische Meisterschaft im Cruisergewicht und besiegte Andy Straughn (damalige Bilanz: 17-4) durch t.K.o. in der achten Runde. Im Oktober verteidigte er den Titel durch K. o. in der zweiten Runde gegen Ian Bulloch (10-2).
Am 27. Januar 1990 boxte er als Herausforderer um die WBC-Weltmeisterschaft gegen Carlos De León (45-5). Als krasser Außenseiter gehandelt, konnte Nelson sich jedoch über die zwölf Runden behaupten und ein Unentschieden erkämpfen. Im März 1990 gewann er erneut die Britische Meisterschaft durch einen K.-o.-Sieg in der vierten Runde gegen Lou Gent (16-5).
Im Dezember 1990 besiegte er den Deutschen Markus Bott (10-0) durch t.K.o. in der zwölften Runde und gewann damit die vakante Europameisterschaft. Diese verteidigte er im März 1991 ungefährdet gegen Yves Monsieur (20-18). In seinen folgenden zwölf Kämpfen erreichte er nur eine durchwachsene Bilanz von 5 Siegen und 7 Niederlagen. So verlor er unter anderem beim Kampf um den IBF-Titel im Mai 1992 gegen James Warring (13-1), sowie in weiteren Kämpfen gegen Corrie Sanders (16-0) und Henry Akinwande (22-0). Im August 1992 erlitt er die einzige vorzeitige Niederlage seiner Karriere, als er dem in Kamerun geborenen Franzosen Norbert Ekassi (14-4) durch t.K.o. in der dritten Runde unterlag (Ringrichterabbruch nach Niederschlag). Gegen den Australier Dave Russell (23-7) gewann er im April 1993 den WBF-Titel und verteidigte ihn gegen Tom Collins (26-21), ehe er ihn im Oktober 1993 durch Disqualifikation an Franco Wanyama (12-3) verlor. Den WBF-Titel gewann er jedoch noch zweimal im Schwergewicht gegen Jimmy Thunder (17-4) und Nikolai Kulpin (10-0). 1995 verlor er zweimal gegen Adílson Rodrigues (63-5).
Im Dezember 1996 wurde er erneut Britischer Meister durch einen vorzeitigen Sieg gegen Ex-WBC-Weltmeister Dennis Andries (49-13). Zudem sicherte er sich im Februar 1997 erneut den EBU-Titel durch K.-o.-Sieg gegen Patrice Aouissi (17-2) mit Titelverteidigung in der ersten Runde gegen den Belgier Dirk Wallyn (27-2).
Mit einer Bilanz von 31 Siegen, 12 Niederlagen und einem Remis erhielt er am 27. März 1999 in Derby eine WM-Chance um den WBO-Titel gegen Carl Thompson (24-4) und gewann den Kampf durch t.K.o. in der fünften Runde. Thompson wurde unter Schlagwirkung leidend ohne Anzählen vom Ringrichter aus dem Kampf genommen. Seine erste Titelverteidigung gewann er im Mai 1999 in seiner Heimatstadt einstimmig nach Punkten gegen den gebürtigen Jamaikaner Bruce Scott (21-3). Im August 1999 besiegte er den ungeschlagenen Kanadier Willard Lewis (16-0) durch dessen Aufgabe am Ende der vierten Runde. Im September 1999 gewann er einstimmig gegen Sione Asipeli (15-1) aus Tonga und im November desselben Jahres durch K. o. gegen Christophe Girard (37-5), einem ehemaligen zweifachen WM-Herausforderer von Dariusz Michalczewski.
Im Jahr 2000 verteidigte er den Titel jeweils vorzeitig gegen Pietro Aurino (17-0) und Adam Watt (14-2). Im Januar 2001 gewann er nach Punkten gegen den Brasilianer und Südamerikameister George Arias (29-3), sowie im Juli 2001 nach Punkten gegen den argentinischen Ex-WBC-Weltmeister Marcelo Domínguez (32-3). Im November 2001 bestritt er einen weiteren Kampf im Schwergewicht und gewann dabei den WBU-Titel durch Punktsieg gegen Alexander Wasiliew (15-8).
Im April 2002 ging er gegen den gefährlichen Amerikaner Ezra Sellers (24-4) zu Boden, gewann den Kampf jedoch noch in der achten Runde durch Knockout. Im November 2002 schaffte er eine Titelverteidigung durch Unentschieden gegen Guillermo Jones (29-2). Auch seine Titelverteidigung gegen den Bosnier Alexander Petkovic (28-0) gewann er nur knapp durch Mehrheitsentscheidung.
2004 besiegte er den Deutschen Rüdiger May (39-2) durch t.K.o. in der siebenten Runde. 2005 verteidigte er seinen Titel zum bereits 13ten Mal und schlug dabei den Italiener Vincenzo Cantatore (30-3) knapp nach Punkten. Vor einer weiteren Titelverteidigung gegen Enzo Maccarinelli gab er seinen Rücktritt vom Boxsport bekannt und begründete dies mit chronischen Knie- und Rückenproblemen.
Nach seiner aktiven Karriere schrieb er unter anderem sein Buch Hard Road to Glory und arbeitete als Kommentator bei Sky Sports.